# La Colère des dieux (Star Trek)
Pour les articles homonymes, voir La Colère des dieux.
La Colère des dieux (Whom Gods Destroy) est le quatorzième épisode de la troisième saison de la série télévisée Star Trek. Il fut diffusé pour la première fois le 3 janvier 1969 sur la chaîne américaine NBC.
Le capitaine Kirk accompagné de Spock est chargé d'apporter un précieux remède sur une planète hostile sur laquelle se trouvent les quinze seuls psychopathes de l'univers. Or un des malades, capable de changer de forme, se fait passer pour le gardien de l'asile et fait prisonniers Kirk et Spock.

## Distribution

### Acteurs principaux
- William Shatner — James T. Kirk (VF : Yvon Thiboutot)
- Leonard Nimoy — Spock (VF : Régis Dubost)
- DeForest Kelley — Leonard McCoy
- James Doohan — Montgomery Scott
- George Takei — Hikaru Sulu
- Nichelle Nichols — Uhura

### Acteurs secondaires
- Keye Luke - Gouverneur Donald Cory
- Steve Ihnat - Capitaine Garth
- Yvonne Craig - Marta
- Gary Downey - Tellarite
- Richard Geary - Andorien
- Frank da Vinci - Lieutenant Brent
- William Blackburn - Lieutenant Hadley
- Roger Holloway - Lieutenant Lemli

## Résumé
L'Enterprise est chargé d'amener un médicament qui supprimerait les maladies mentales sur la planète Elba II, la dernière planète à traiter les quinze derniers psychopathes existants. capitaine Kirk et Spock sont accueillis par le gouverneur Donald Cory qui leur propose une visite de sa prison. Il y a là une femme d'Orion, Marta, à la peau verte, qui tente de les avertir que Cory n'est pas celui qu'ils croient. En s'approchant de la cellule de Garth d'Izar un ancien capitaine de la flotte de la fédération devenu fou, ils s'aperçoivent que celle-ci contient le véritable Cory et que Garth a pris son apparence depuis le début.
Mis en prison, Cory apprend a Kirk que Garth s'est retrouvé blessé sur la planète Antos, habitants lui ont appris à changer son apparence à volonté. Garth prend la forme de Kirk et tente de contacter l'Enterprise. Il entre en communication avec Scotty mais ne pouvant lui donner un mot de passe, Garth n'est pas téléporté à l'intérieur du vaisseau. De plus son message a rendu Scotty et le docteur McCoy suspicieux. Garth tente d'apprendre le mot de passe en invitant Kirk et Spock à diner avec lui et ses hommes. Kirk refusant de le lui donner le code, il tente de torturer le docteur Cory et Kirk, en vain.
Garth envoie Marta tenter de séduire Kirk. Alors qu'elle tente de le tuer dans une crise de folie, Spock en profite pour la maîtriser avec une prise vulcaine. Ensemble, ils s'enfuient et demande à Scotty de les téléporter. Celui-ci leur demande le mot de passe, Kirk, suspicieux demande à Spock de le faire, ce qui force Garth, qui avait pris la forme de Spock à révéler son subterfuge. Kirk tente de ramener Garth à la raison en lui rappelant qu'il a été un capitaine de vaisseau talentueux. Garth fini par lui tirer dessus.
Kirk est forcé à voir Garth se couronner « Maître de l'univers » devant les autres prisonniers. Afin de montrer qu'il sera l'un des pires tyrans au monde, il force Kirk à voir Marta se faire exploser à l'extérieur. Toutefois, celle-ci alerte Scotty et McCoy et donne le temps à Spock de déjouer la surveillance des gardiens et de récupérer un phaser. À la recherche de Kirk et Garth, il trouve deux capitaines Kirk dont l'un est Garth. Il tente de les différencier par différentes questions mais ceux-ci y échappent. C'est finalement un ordre de Kirk leur demandant de les assommer tous les deux qui pousse Spock à reconnaître le véritable Kirk. Celui-ci donne le véritable mot de passe à l'Enterprise qui finit par envoyer des hommes. Les prisonniers sont finalement soignés et Garth fini par ne plus se souvenir de son passage vers la folie.

### Continuité
- Malgré l'affirmation qu'Elba II est le dernier institut psychiatrique et l'éradication de la psychopathie à la fin de l'épisode, l'univers étendu de la série verra d'autres instituts du même type dans le film Star Trek 3 : À la recherche de Spock et dans l'épisode État d'esprit de la série dérivée Star Trek : La Nouvelle Génération.
- Le personnage de Pavel Chekov n'apparaît pas dans cet épisode.
- On revoit un Andorien et un Tellaritien, deux races extra-terrestres apparus dans l'épisode Un tour à Babel ainsi qu'une femme venue d'Orion comme dans le pilote La Cage.